# Basílica de San Severino (Burdeos)
La basílica de San Severino (en francés: basilique Saint-Seurin) es una iglesia católica de Francia de la época medieval erigida en la ciudad de Burdeos, en la plaza de los Mártires de la Resistencia. Fue fundada en el siglo VI y el edificio actual fue construido a partir del siglo XI. Fue elevada a basílica menor el 27 de junio de 1873.
La iglesia fue objeto de una clasificación al título de monumento histórico de Francia, parte de la primera lista de monumentos históricos del país —la lista de monumentos históricos de 1840— que contaba con 1034 bienes.
También es, desde 1998, uno de los bienes individuales incluidos en «Caminos de Santiago de Compostela en Francia», inscrito en el Patrimonio de la Humanidad de la Unesco (n.º ref. 868-005).

## Historia

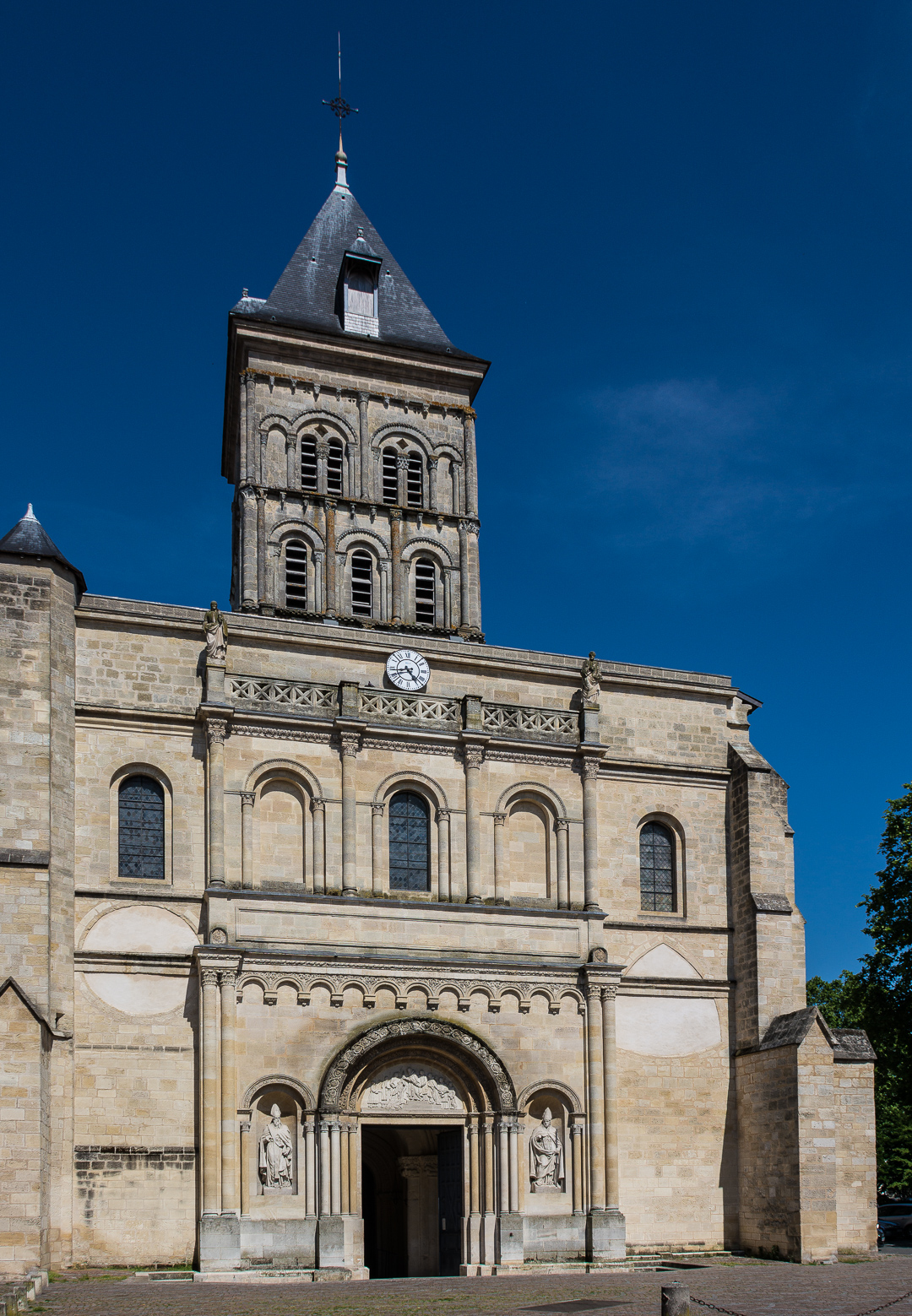
Fachada de la basílica

Su fundación se remonta al siglo VI, en memoria de san Severino de Burdeos, quien fuera obispo de Burdeos en el siglo V, erigida sobre una antigua necrópolis del siglo V y una capilla dedicada a Saint-Étienne. La actual iglesia vio comenzar su construcción en el siglo XI y era una de las etapas del peregrinaje francés a Santiago de Compostela. Aunque ha visto muchos cambios a lo largo de los siglos, aún conserva la gran planta basilical, el pórtico, la cripta y la base de la torre, todo ello de estilo románico. La cripta de la época merovingia conserva varios capiteles galo-romanos y sarcófagos de piedra, donde están enterrados dos obispos bordeleses, san Amador y san Severino, cuyo culto permitió que esta iglesia fuera monasterio, basílica y un gran santuario tan importante como la catedral. La cripta es uno de los testimonios edificados más antiguos de la ciudad de Burdeos.
Durante la Edad Media, la iglesia fue varias veces saqueada y restaurada. La fachada occidental, tripartita, solo tiene puerta en la central ya que las laterales son ciegas. La fachada en sí fue terminada en 1829 en estilo neorrománico y está decorada con estatuas de los dos santos en sus hornacinas.  Por encima del antiguo pórtico se alza un campanario cuadrangular. Un beffroi (campanario civil) se construyó en el lado sur de la iglesia. La portada sur, gótica, tiene arcos trilobulados, estatuas de tamaño natural y bajorrelieves. El altar mayor está decorado con relieves del siglo XIV y XV y la capilla de Nuestra Señora de las Rosas conserva maravillosos retablos de alabastro del siglo XV. En 1698, la caída de la gran bóveda llevó a que los nuevos trabajos eliminaran en parte el carácter gótico del edificio.
El escultor Dominique Fortuné Maggesi fue el encargado de reformar la fachada de San Severino.